# Домброва-Гурнича Сикорка
Домброва-Гурнича Сикорка (пол. Dąbrowa Górnicza Sikorka) — остановочный пункт в городе Домброва-Гурнича (расположен в дзельнице Сикорка), в Силезском воеводстве Польши. Имеет одну платформу и два пути. 
Пункт открыт в 1938 году под названием Sikorka; с 1978 года официально носит современное имя.
Остановочный пункт расположен на железнодорожных линиях № 1 (Варшава — Катовице) и № 186 (Заверце — Домброва-Гурнича Зомбковице).
Платформа используется для движения пригородных поездов, в среднем здесь останавливается около 50 поездов в сутки в направлениях Ченстоховы, Заверце, Гливице и центра Домбровы-Гурничей.
По данным Годовой статистической таблицы «Wymiana pasażerska na stacjach» от Управления железнодорожного транспорта Польши, в 2019 году число входов и выходов пассажиров на станции составляет от 100 до 149 человек в день.
Платформа оборудована пандусами и тактильной разметкой для людей с нарушениями зрения.